# André Vaillant
Pour les articles homonymes, voir Vaillant.
André Vaillant, né à Soissons le 3 novembre 1890 et mort à Paris le 23 avril 1977, est un linguiste, philologue et grammairien français spécialiste en slavistique.

## Biographie
André Vaillant entra à l'École normale supérieure de la rue d'Ulm à Paris en 1911 et fut agrégé de lettres en 1914. Il fut professeur de serbo-croate à l'École nationale des langues orientales vivantes de 1921 à 1952 (titularisé en 1927), puis directeur d'études de langues et littératures slaves du Moyen Âge à l'École pratique des hautes études de 1932 à 1966 (bien qu'il eût atteint la limite d'âge en 1962). De 1952 à 1962, il fut professeur au Collège de France, chaire de langues et littératures slaves, pour laquelle il succéda à André Mazon.
Sa thèse de doctorat, soutenue en 1928, est intitulée La langue de Dominko Zlatarić (hr), poète ragusain de la fin du XVIe siècle, t. I : Phonétique ; elle fut couronnée par l'Académie des inscriptions et belles-lettres. Il conserva pendant toute sa carrière un grand intérêt pour les poètes ragusains du XVIe siècle (Ivan Gundulić, Šiško Menčetić (hr), Džore Držić (hr)...).
Il se rendit en Russie pour étudier d'anciens manuscrits écrits en vieux-slave. Il travailla à l'Institut d'études slaves de Paris (et en fut vice-président de 1945 à 1972). Il collabora à la Revue d'études slaves, puis la dirigea aux côtés d'André Mazon à partir de 1945. Il fut à la base de l'élaboration de la Grammaire comparée des langues slaves.
Il rédigea plus de deux cents documents et publia une vingtaine d'ouvrages parmi lesquels les six tomes de la Grammaire comparée des langues slaves et les deux volumes de son Manuel de vieux-slave. Spécialiste à l'origine du serbo-croate et du domaine yougoslave, il élargit ensuite son champ d'études au vieux slave, au macédonien, au slavon liturgique, et à la grammaire comparée.
Il traduisit et publia des textes liturgiques et sacrés écrits dans la langue slave liturgique, notamment Les Règles de saint Basile, Les Catéchèses de Cyrille de Jérusalem, L'Homélie anonyme de Clozianus, Discours contre les Ariens de saint Athanase (la traduction de Constantin de Preslav), le Traité contre les Bogomiles de Cosmas le prêtre.

## Sources
- Hommages à André Vaillant sur le site Persée
- Bibliographie sélective d'André Vaillant
- André Vaillant et le Centre d'études slaves de l'université de Paris-Sorbonne